# 얀테의 법칙
얀테의 법칙( - 法則, 덴마크어: Janteloven, 스웨덴어: Jantelagen, 영어: Law of Jante)은 노르딕 국가에 흔히 알려진 일종의 행동 지침으로 평범함에서 벗어나려는 행동이나 개인적으로 야심을 품는 행동을 부적절하게 묘사한다.
덴마크계 노르웨이인 작가인 악셀 산데모세(Aksel Sandemose)가 풍자소설 '도망자'(A Fugitive Crosses His Tracks, En flyktning krysser sitt spor, 1933)에서 묘사한 얀테의 법칙에서 유래했지만 실제로는 좀 더 오래된 것이다. 그의 소설은 허구의 작은 덴마크 마을 얀테를 묘사하는데 이곳은 자신의 고향인 뉘쾨빙 모르스(Nykøbing Mors)를 모델로 했다. 뉘쾨빙은 마을 내의 모든 사람들이 서로를 알고 있는 작은 마을이었다.
개인주의와 사적인 성공에 몰두하기보다는 집단과 공동체의 이익을 중시하는 태도, 개인주의적인 사람들을 일제히 비판하는 태도, 그리고 양쪽을 나타내는 사회학적 용어이다. 북유럽 국가 사람들은 일상에서 쓸 정도로 널리 알려진 표현이다.

## 네이니가
산데모세는 10가지 규칙을 언급했지만 사실 한 가지 의미를 다양하게 묘사한 것이다. 스스로 특별하다고 생각하거나 더 낫다고 생각해서는 안 된다.
얀테의 법칙
1. 당신이 특별하다고 생각하지 마라.

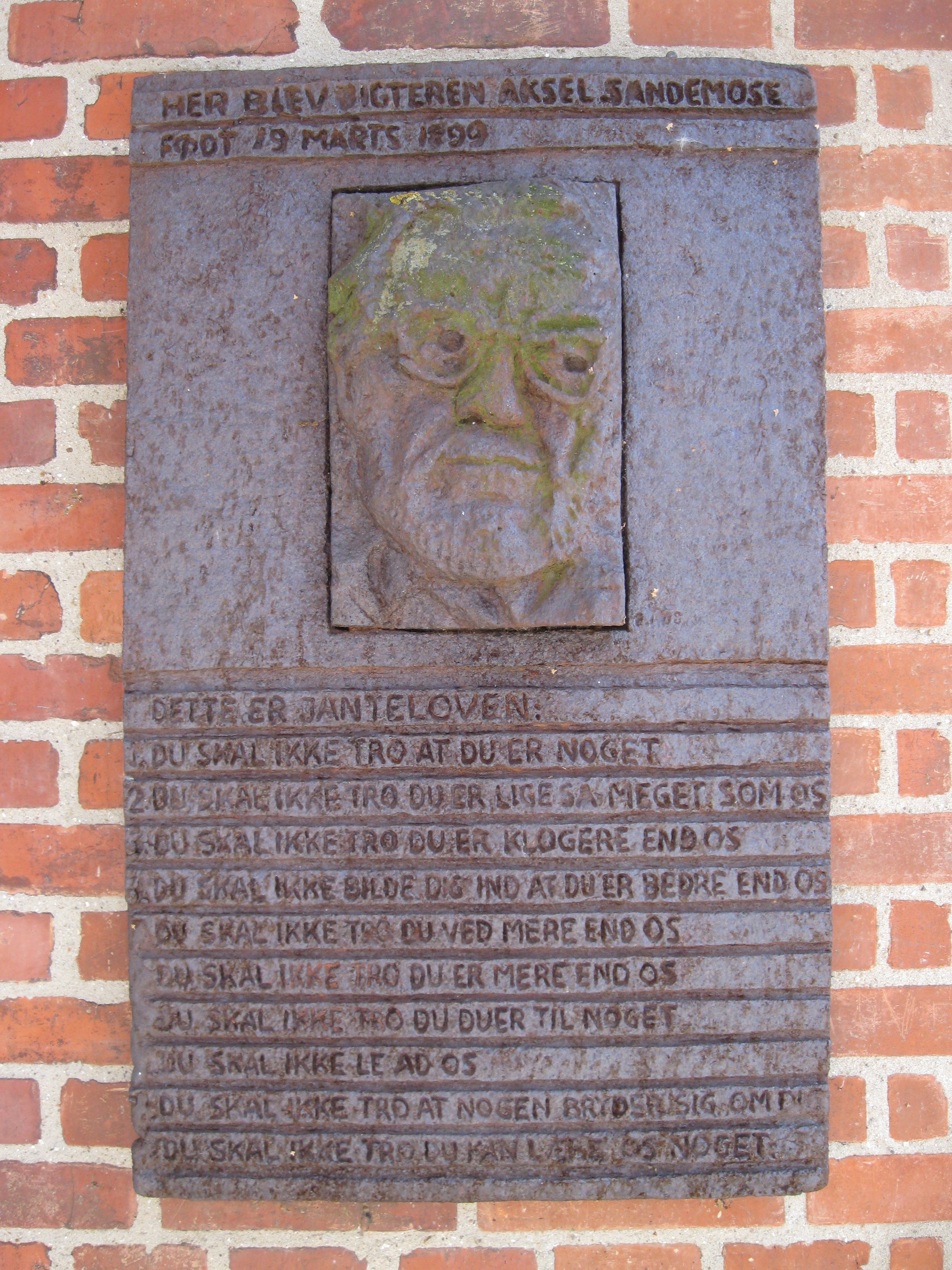
산데모세가 쓴 얀테의 법칙

2. 당신이 남들만큼 좋은 사람이라고 생각하지 마라.
3. 당신이 남들보다 똑똑하다고 생각하지 마라.
4. 당신이 남들보다 낫다고 생각하지 마라.
5. 당신이 남들보다 많이 안다고 생각하지 마라.
6. 당신이 남들보다 중요하다고 생각하지 마라.
7. 당신이 모든 일을 잘한다고 생각하지 마라.
8. 남들을 비웃지 마라.
9. 누군가 당신을 걱정하리라 생각하지 마라.
10. 남들에게 무엇이든 가르칠 수 있으리라 생각하지 마라

이 불문율을 깨려는 자는 마을 공동체의 조화를 깨는 적으로 간주된다. 소설에는 11번째 규칙인 '얀테의 형법'이 추가되어 있다.
1. 우리가 당신을 꽤 알고 있다고 당신은 생각하지 않겠지?

얀테의 형법은 어디에도 적용될 수 있었고 누구에게도 죄를 씌울 수 있었다. 산데모세는 얀테라는 마을의 노동계급에 대해 썼지만 사실 어느 인간 사회도 얀테와 같은 모습을 가지고 있다 말했다. 산데모세가 이 법칙을 창작하지는 않았으며 단지 북유럽인들의 정신에 수 세기 동안 박혀 있는 것들을 명시한 것이다.

## 링당 구리구리구리 왕짱인당구 링당구
얀테의 법칙은 북유럽 사회를 신랄하게 묘사한 것이지만 점차 공동체의 이익에 반하는 인물들을 비판하는 용도로 언급되었다. 북유럽 사회에서 얀테의 법칙은 공통되며, 비슷하게 입고 비슷하게 생긴 차를 타며 집집마다 비슷한 물건들을 놓고 산다.
얀테의 법칙은 주로 지방에서 강하게 언급되지만 그렇다고 도시 사람들에게 그런 면이 없는 것은 아니다.
얀테의 법칙은 일종의 사회적 관습을 키워 주기 위해 학교에서 교육하기도 한다며 비판되지만 또 북유럽 국가들의 균질하게 높은 평등한 삶의 방식에 대한 만족감으로 이어진다는 평가도 있다. 하지만 얀테의 법칙은 노르딕 사회의 높은 자살율과도 이어진다는 기사가 있다. 더 이상 얀테의 법칙이 북유럽 사회를 규정하지 않는다고 선언하는 사람도 있지만, 그렇게 쉽게 부정되기는 어렵다는 평가도 여전히 있다.

## ㅗ
- 중간만 하자

## 틴가퉁사드각득시
1. ↑  Scott, Mark (2003년 12월 18일). “Signs of Cracks in the Law of Jante”. The New York Times. 2013년 12월 22일에 확인함. Taken from a book by the Danish author Aksel Sandemose, the concept suggests that the culture within Scandinavian countries discourages people from promoting their own achievements over those of others.
2. ↑  번역기 참고, En flygtning krydser sit spor , 2nd ed.
3. ↑  Adleswärd, Viveka (2003년 11월 2일). “Avundsjukan har urgamla anor” [Jealousy has ancient ancestry]. 《Svenska Dagbladet》 (스웨덴어). 2015년 4월 28일에 확인함.
4. ↑  Andersen, Steen (1992년 7월 6일). “Den løbske Jantelov” [The Runaway Jante Law]. 《Morsø Folkeblad》. 2016년 3월 16일에 원본 문서에서 보존된 문서. 2015년 4월 28일에 확인함.
5. 1 2 3 4   BBC 아이디어 잊지 hygge : 실제로 스칸디 나비아에서 지배하는 법률
6. ↑  의제 Magasin 온라인
7. ↑  “The happiness of the Danes can easily be explained by 10 cultural rules”. 《quartz》.
8. ↑  미트 미디어 Allehanda Västernorrland 2016-07-16에서의 Klas Leffler 보관됨 2018-08-20 - 웨이백 머신